# Јово Смиљанић
Јово Смиљанић (Београд, 6. октобра 1993) српски је фудбалски голман, који тренутно наступа за Будућност из Добановаца.

## Статистика

#### Клупска
| Клуб                | Сезона   | Лига                | Лига | Лига | Куп | Куп | Остало | Остало | Укупно | Укупно |
| Клуб                | Сезона   | Дивизија            |      | Гол  |     | Гол |        | Гол    |        | Гол    |
| ------------------- | -------- | ------------------- | ---- | ---- | --- | --- | ------ | ------ | ------ | ------ |
| Будућност Добановци | 2012/13. | Српска лига Београд | 11   | 0    | —   | —   | —      | —      | 11     | 0      |
| Будућност Добановци | 2013/14. | Српска лига Београд | 8    | 0    | —   | —   | —      | —      | 8      | 0      |
| Будућност Добановци | 2014/15. | Српска лига Београд | 8    | 0    | —   | —   | —      | —      | 8      | 0      |
| Будућност Добановци | 2015/16. | Српска лига Београд | 13   | 0    | —   | —   | —      | —      | 13     | 0      |
| Будућност Добановци | 2016/17. | Прва лига Србије    | 12   | 0    | —   | —   | —      | —      | 12     | 0      |
| Будућност Добановци | 2017/18. | Прва лига Србије    | 3    | 0    | 2   | 0   | —      | —      | 5      | 0      |
| Будућност Добановци | 2018/19. | Прва лига Србије    | 0    | 0    | —   | —   | —      | —      | 0      | 0      |
| Будућност Добановци | Укупно   | Укупно              | 55   | 0    | 2   | 0   | —      | —      | 57     | 0      |

- Ажурирано 20. фебруара 2019. године.[1]

## Трофеји и награде
Будућност Добановци
- Српска лига Београд: 2015/16.[2]